# Tram SRTO: motrici Ringhoffer
Le vetture tranviarie serie Ringhoffer della SRTO di Roma sono state un gruppo di 10 motrici a due assi bidirezionali entrate in servizio nel 1905. 

## Storia
Col passare degli anni il disservizio della SRTO appare sempre più intollerabile, al punto che il comune è costretto a rilevarlo con una richiamo ufficiale del 22 giugno 1906. Ad essere messa sotto accusa, tra le altre cose, è la meccanica delle vetture a terrazzini aperti e del tipo torpediniera, in particolare la mancanza di freno ad aria compressa che non consente il traino di rimorchi. Senza adempiere all'obbligo contrattuale di sottoporre i modelli alla preventiva approvazione comunale, la SRTO ha intanto ordinato dieci vetture rimorchiate alla Ringhoffer di Praga, da utilizzare in composizione alle vetture del tipo torpediniera, delle quali mutuano la forma della cassa. L'idea è quella di strappare l'autorizzazione ad utilizzarli una volta giunti a Roma, ma dopo il richiamo del 22 giugno l'ordine viene modificato e i rimorchi diventano motrici di nuova tipologia, con sedili ribaltabili, freno ad aria ed elettrico e la disposizione cosiddetta ad “assi radiali” che consente una qualità di marcia migliore. 

## Meccanica
La cassa è simile ma non uguale a quella delle del tipo torpediniera, con forme arrotondate e un aspetto più moderno. Nell'idea di farne una vettura all'altezza dei tempi spariscono i truck tipo White e Brill 21e fino ad allora utilizzati, sostituiti da un attacco diretto tra cassa e truck con molle a balestra del tipo largamente in uso, con ottimi risultati, sulle reti di Austria e Ungheria. 

## Equipaggiamento elettrico
Le Ringhoffer montano due motori GE67 da 35 CV ed utilizzano il controller controller K10. In seguito alcune vetture sono montati i motori Dick, Kerr in uso sulle vetture municipali a sei finestrini.
La presa di corrente originaria, come su tutto il materiale motore SRTO, è a trolley a rotella. Le vetture sono successivamente dotate, in via sia temporanea che definitiva, di archetto strisciante per la circolazione sulle tratte municipali.

## Impianto freni
Il nuovo (per Roma) impianto frenante è costituito da un freno ad aria diretto (nel quale il dispositivo di comando (rubinetto) alimenta direttamente gli elementi attuatori (cilindri) del freno), e da un freno continuo che agisce simultaneamente su tutti i rotabili di un convoglio (nel caso della SRTO sul rimorchio), predisposti a tale scopo. 

## Servizio
Le Ringhoffer hanno circolato dal 1906 al 1930. Dopo la riforma tranviaria del 1930 alcune vetture continuano a circolare nel gruppo delle cosiddette rinnovate, o impiegate come rotabili di servizio. Nessuna delle dieci vetture appare presente nel dopoguerra.

## Numerazione
Giunte quando la fornitura delle vetture del tipo torpediniera è ancora in corso sono numerate a seguito dell'ultima vettura arrivata, la 351, e sono numerate 352-361. Col passaggio all'azienda municipale ai numeri originari viene anteposto il prefisso 1.